# イディナローク
『イディナローク』（英語: Idinaloq）は、同人ゲームサークル「Namikaze Project」によって制作された縦スクロールシューティングゲーム。Direct3Dに対応した3Dシューティングであり、1999年にWindows用のフリーウェアとして公開された。同年8月のコミックマーケット56においてver.0.6が、12月のコミックマーケット57においてver.1.0が頒布されている。最新版は2000年9月20日公開のver.1.0.2であり、Windows 7などに対応するver.1.0.3が開発中である。

## 概説
地球の存亡をかけて敵と戦う少女たちが主人公のシューティングゲームとなっている。プレイヤーは性能の異なる5種類の自機から操作する機体を選択するが、ゲーム開始当初は4種類のみ選択できる。それぞれの機体に搭乗するパイロットが異なるため、ストーリーにも違いがみられる。オープニングムービーとエンディングムービーは公式サイトにおいて配信されている。
通常攻撃であるメインウエポンは機体によって特徴が異なり、3方向へ撃つことが可能である。また、2種類あるサブウエポンはどの機体でも同じものとなっている。自機の左右にはグラビティシールドが待機しており、これを自機の前に移動させることによって敵からの攻撃を防御できる。このグラビティシールドが敵の弾を受けるとグラビトンゲージが上昇し、ゲージが満たされるとグラビティレーザーの発射が可能となる。なお、自機のライフはシールドの数として表され、シールドがすべてなくなった後に攻撃を受けるとゲームオーバーであるが、コンティニューが可能となっている。

## 登場人物
伊勢崎さゆり
　イディナロークのパイロット。彼女がイディナロークに配属・赴任して3日後から物語が始まる。当初は襲撃する地球外機械生命体に対しては兵士として当たり前の敵意を見せていたが、次第にその正体に気付き始め、戦いをためらうそぶりを見せるようになる。父は技術者で他の惑星の探査に向かっており、母と二人でその帰りを待っている。
　乗機は「SEYLEN05」で、前方に30度ほど開いた3方向の機関砲を発射する。グラビティフォース・スピード共に中程度。
エイリア
　イディナロークのパイロット。人造人間。機械生命体としての立場から、地球外機械生命体に対しては対話を試みようとする。次第に彼らとリンクし始めるとその複雑な感情らしきものに戸惑い始め、自身も感情らしきものが芽生え始める。
　乗機は「PHOENIX02」で、前方に30度ほどの開きの機関砲を発射するが、こちらは中央に弾がない。グラビティフォース防御時は、使用時間減少・チャージ共に早い。
アイリーン・タイレル
　イディナロークのパイロット。何らかの超能力めいたものを持っていたが、それを封印するにあたって盲目となった。記憶も失っており、自身を拾って育てたエリップス艦長に恩義を感じている。戦いの中で次第に記憶を取り戻していくが、それが彼女を苦しめていく。彼女のみ、小田朋美が呼び捨てをする。
　乗機は「SOLCIER04」で、前方と左右60度ずつほどの計3方向に機関砲が発射され、空きが大きく威力も低い。一方でグラビティフォースの使用時間減少は遅く、機体の耐久度が最も高いため、防御に特化している。
フォルメラ・コルディス
　イディナロークのパイロット。技術者でテストパイロットでもあったが、先の戦いで重傷を負い、エピテーゼ技術を施して生きながらえている。そのため地球外機械生命体に対して最も敵意をむき出しにするが、技術者としての視点から彼らを分析・その核心に迫っていくうちに、考えを改めていくようになる。
　乗機は「UNDINE01」で、他の3機に比べ速度が遅く耐久度も低く、グラビティフォースも使いづらいが、前方に一直線に放たれるメインウェポンはそれを補うだけの威力を持っている。
小田朋美
　イディナロークのオペレーター。戦況を的確に指示し、パイロットたちを導く。最初はパイロットとして表示されないが、上記の4人のうち一人でもクリアすれば操作できる隠しキャラ。他のキャラと違いストーリーが展開されない。選択画面では「いやです！！あたしパイロットなんてムリです！！」と書かれている。
　搭乗する「LOVELY ANGEL00」は、スピード・耐久度・グラビティフォース性能すべてUNDINE01以下と最低だが、メインウェポンの範囲が前方5方向と非常に広い。

## スタッフ
ゲームデザインおよびプログラムはYo.が、キャラクターデザインとムービー制作は小田修紀が担当している。また、3Dモデルデザインとムービーの3Dパートはjpsが担当しており、音楽はFerdiaが担当している。なお、ムービーの主題歌はYo.が作詞、Ferdiaが作曲したものであり、歌手は水城桜である。
本作に登場する5人のキャラクターは3人の声優が演じており、伊勢崎さゆり役は川本綾美、アイリーン・タイレルおよびフォルメラ・コルディス役はめーこ(因幡羽美)、エイリアおよび小田朋美役は桐生莉子である。

## 評価
窓の杜は「奥行きのある空間をスムーズに動き回る」ことが特徴の3Dシューティングゲームであると紹介し、「美しいオープニングムービー」も一見の価値があると評している。
ベクターのコーナー「ソフトウェアスポットライト」は「ポリゴンで描かれた機体が美しく、動きもなめらか」な「迫力のある3Dグラフィックと細かな演出が光るシューティングゲーム」と紹介しており、「声優による女の子の音声メッセージも大きなポイント」であって「個性豊かなキャラ」のストーリーが楽しめると評している。また、「音声やグラフィックはもちろん、細部の設計にいたるまでどこをとっても作者のこだわりが感じられる作品」であり、オープニングムービーとエンディングムービーも必見と評価する。
『タダで楽しむ!最強ゲーム100 Windows』（インフォレスト）は「フリー作品でありながら、市販製品に匹敵する完成度を誇る」と評している。また、「フルポリゴン・フルボイスという徹底したこだわり」が異例のプログラムサイズにも表れているとし、「パイロットごとにボス戦におけるセリフが変化する点にも注目してほしい」と述べる。さらに、配布されているムービーを見れば「感動もまたひとしお」としている。
Yahoo! BBの「ブロ番ガイド」は、全編にキャラクターボイスがあり、主題歌を採用した大迫力のムービーもある「市販ゲーム顔負けのクオリティーを持った作品」と述べ、美しいグラフィック以外にも「選択したキャラクターによってストーリーが変化したり、状況に応じて画面右上の表情が変化したりといった細かな演出」が魅力の作品であると評している。
4Gamer.netでは、宇宙を舞台とするSFアニメを感じさせる演出が特徴のレイストーム系シューティングゲームとして紹介されている。「オーソドックスなステージ構成と、派手な画面で"お約束"のゲーム性が発揮され、意味深なストーリーが展開する」作品であり、世界設定を説明する「感情を押し殺したキャラクターのモノローグ」が黎明期のCD-ROM版コンシューマゲームの雰囲気を連想させるしている。そしてボタン割り当ての変更などができない点はやや残念だが、「それほど難しさや厳しさをウリにする内容でもなく、ステージ数も多くない」ため「とっつきやすく遊びやすい作品といえようか」と評している。
闘会議2015にて発表された『自作ゲーム大年表』においても「Direct3D対応の縦スクロール3Dシューティング」と記されている。

## 人気
ベクターでは、2000年9月の「週間総合ダウンロードランキング」において本編および関連ソフトがWindows用ソフトの20位以内にランクインしている。同年の「年間かうんとだうん窓の杜」では、ゲーム・アミューズメント部門の10位となっている。
ベクターの「2002年総合ダウンロードランキング」では、Windows用ソフトの55位となっている。
2004年の4Gamer.netの記事では、「やや古い作品ではあるものの、しゃべりまくるキャラクターを比較的早期に盛り込んだ点もあって、知名度は高い」とされている。同年に発表された『タダで楽しむ!最強ゲーム100』の読者アンケートでは5位となっている。